# Новодрожжино
Новодрожжино — посёлок городского типа (до 2019 года — посёлок сельского типа) в Ленинском городском округе Московской области России.

## География
Находится у старого Варшавского шоссе примерно в 7 км к западу от центра города Видное. На западе граничит с районом Южное Бутово города Москвы. Другие ближайшие населённые пункты — посёлки городского типа Дрожжино и Бутово.

## История
Деревня образовалась в середине XIX века, как выселок деревни Дрожжино.И с годами он превзошёл по размерам старую деревню.
Постановлением Правительства Российской Федерации от 15 мая 1999 года посёлку присвоено наименование Новодрожжино.
До 2006 года Новодрожжино входило в Булатниковский сельский округ Ленинского района, а с 2006 до 2019 года в рамках организации местного самоуправления входило в Булатниковское сельское поселение Ленинского муниципального района.
Постановлением губернатора области от 27 июня 2019 года посёлок (сельского типа) был наделён статусом посёлка городского типа районного подчинения (рабочего посёлка).
С 2019 года входит в Ленинский городской округ.

## Население
| 2002 | 2006  | 2010  | 2021  | 2023  | 2024  |
| ---- | ----- | ----- | ----- | ----- | ----- |
| 2737 | ↘2069 | ↗2781 | ↗3200 | ↗3244 | ↗3270 |

Согласно Всероссийской переписи, в 2002 году в посёлке проживало 2737 человек (1294 мужчины и 1443 женщины). Согласно Всероссийской переписи, в 2010 году в посёлке проживал 2781 человек.

## Инфраструктура
Посёлок примыкает к Варшавскому шоссе и улице Берёзовая аллея. Застроен типовыми блочными девятиэтажными и десятиэтажными домами. Имеется школа (№ 1355), детский сад, общественно-культурный центр (полуразрушенное здание), отделение связи, амбулатория, отделение полиции, продуктовый магазин, детская библиотека.